# لیه دزن
لیه دزن (انگلیسی: Leah Dizon؛ زادهٔ ۲۴ سپتامبر ۱۹۸۶) یک خواننده اهل ایالات متحده آمریکا است.